# Masoretiska bibeltexten
Masoretiska bibeltexten (av hebreiska masora "tradering"), MT, kallas den judiska standardversionen av Gamla Testamentets hebreiska originaltext. Den är uppkallad efter de skriftlärda, masoreterna, som under tidig medeltid (mellan 600- och 900-talet) traderade den (Tanakh). Man kallar denna text proto-masoretisk, när man talar om den före masoreternas tid, det vill säga att den skulle "komma att bli den masoretiska texten".
Den masoretiska texten försågs efter hand med vokaltecken; ursprungligen skrevs bibeltexterna enbart med konsonantbokstäver, vilka motsvarar stommen i de hebreiska orden. Manuskripten försågs med ordräknesummor som ett sätt att bevara texten.
Codex Aleppo (den så kallade Aleppo-handskriften) var den äldsta upplagan av den masoretiska texten i dess helhet; numera saknar den dock Torahdelen. Det äldsta kompletta bibelmanuskriptet är Codex Leningradensis.
Allteftersom den masoretiska texten spreds har betydelsen minskat för den grekiska översättningen Septuaginta från andra århundradet f.Kr. Nutida översättningar av Gamla Testamentet i Bibeln utgår i regel från den masoretiska texten. Citat från Gamla Testamentet i Nya Testamentet utgår däremot från Septuaginta vilket resulterar i vissa skillnader mellan texterna.